# فرانسيسكو فارغاس راميريز
فرانسيسكو فارغاس راميريز (بالإنجليزية: Francisco Vargas Ramírez)‏ (مواليد 4 مايو 1994) هو ملاكم أمريكي، مثّل بلاده في الألعاب الأولمبية الصيفية 2012.

## روابط خارجية
فرانسيسكو فارغاس راميريز على موقع أوليمبيديا (الإنجليزية)